# The Birthday ～我愛你～
《The Birthday ～我愛你～》（原名 : The Birthday 〜Ti Amo〜）為日本音樂團體EXILE（放浪兄弟）的第28張單曲。2008年9月24日於日本發行。

## 解說
- 由於9月27日是EXILE出道日而發行日孒又接近出道日，所以名為「The Birthday」。作為8週年單曲,不過出道是2001年所以才滿7週年。
- 以「CD+DVD」及「CD ONLY」2種形態發售。2種形態封面也不相同,初回盤是限定紙盒包裝及附送8週年紀念海報。
- 作為EXILE的單曲，《道路》以來相隔了1年6個月，第5部作品的獲得週榜首位的同時，超過了第2章開始以來最高銷量《Lovers Again》的記錄。標題曲《Ti Amo 我愛你》於發售年的2008年獲得第50屆日本唱片大獎大外，獲得2009年度的JASRAC獎著銀獎。

## 發行版本
- CD
- CD+DVD

## 收錄曲目

### CD
1. Ti Amo 我愛你[5:45]
  - 作詞：松尾潔 / 作曲：Jin Nakamura、松尾潔 / 編曲：Jin Nakamura

明治製菓「Meltykiss」廣告歌
意大利語是解作「我愛你」的意思，本曲子描繪著有妻子的男性喜歡上另一位女性的女人心和男女的不倫關係。今次負責製作的是《Lovers Again》的松尾潔，這是他為EXILE第2首歌的演出。再次是作詞松尾、作曲松尾與Jin Nakamura，為R&B風味的中等舒情樂曲。今次的歌詞是以女性角度所寫。還有，旁白員秀島史香，為進入最後歌的副歌前負責「Ti Amo」這私語。
PV以1920年代的上海為舞台，男主角為與EXILE有親密的交往的東京斯卡成員谷中敦，女性主角方面由女演員的美波演出。另外，本作品收錄的PV是「Chapter 1」，接續的「Chapter 2」收錄於《EXILE BALLAD BEST》內。「Chapter 2」不僅EXILE也有演出，還有交代了有不倫關係的2人的結果。
還有，有EXILE的演出的《Fran》廣告和使用了《只是…想見你》展開推銷的明治製菓的有關人員聽了「Ti Amo」後覺得和新商品《Meltykiss》的「冬天以外不能遇到的口中溶化時的感覺」商品性和「大人」的世界觀與《Ti Amo》很吻合，於是決定了Tie-Up。
2012年BENI用英語翻唱了這歌曲，並於BENI的翻唱專輯《COVER》內被收錄。
2. SUPER SHINE feat. VERBAL (m-flo)[4:20]
  - 作詞：michico、VERBAL (m-flo) / 作曲：T. Kura、michico / 編曲：T. Kura

精選專輯《EXILE ENTERTAINMENT BEST》收錄曲的另一個版本。向featuring重新迎接VERBAL，開頭部份從Rap開始，著為間奏部也加入了Rap。主唱也在一部份使用在US流行的T-Pain的聲音效果技術。
3. 24karats feat. J Soul Brothers and DOBERMAN INC[5:47]
  - 作詞：STY、P-CHO、GS、TOMOGEN、KUBO-C / 作曲：Bach Logic、STY

Sowelu, EXILE, DOBERMAN INC的合作單曲《24karats -type S-》的另一版本。由原本Sowelu換為J Soul Brothers，而且伴隨歌詞也被變更。樂曲也有一部份變更，歌的開頭加上了DOBERMAN INC的Rap。
4. Your eyes only ～我曖昧的輪廓～[4:16]
  - 作詞：Kenn Kato / 作曲：Face 2 fAKE / 編曲：中野雄太

第1張單曲,由ATSUSHI及TAKAHIRO再次錄音的版本。PV也被重新製作,「EXILE HISTORY PV」也成為歸結從出道間始7年間軌跡的內容。而原成員的SHUN（清木場俊介）的身姿幾乎沒出現。
5. Ti Amo 我愛你 (Instrumental)[4:16]
6. SUPER SHINE feat. VERBAL (m-flo) (Instrumental)
7. 24karats feat. J Soul Brothers and DOBERMAN INC (Instrumental)
8. Your eyes only ～我曖昧的輪廓～ (Instrumental)

### DVD
1. Ti Amo Chapter 1. (Video Clip)
2. Your eyes only ～我曖昧的輪廓～ (Video Clip)

## 收錄專輯
- EXILE / EXILE ENTERTAINMENT BEST（#2、原裝版本）
- EXILE / EXILE BALLAD BEST（#1,4）
- J Soul Brothers / J Soul Brothers（#3）
- m-flo / m-flo inside -WORKS BEST III-（#2）
- EXILE / 給珍愛的未來（#1、專輯版本）
- EXILE / EXILE JAPAN（#1、Unplugged Version）
- EXILE / EXILE BEST HITS -LOVE SIDE- （#1）

## 備註
1. 1 2  . Oricon. 2008  [2013-01-16]. （原始内容存档于2013-05-05） （日语）.
2. ↑  . Musicman-NET. 2012-08-02  [2013-01-16]. （原始内容存档于2012-09-04） （日语）.